# Jharuwarasi
Jharuwarasi – gaun wikas samiti w środkowej części Nepalu w strefie Bagmati w dystrykcie Lalitpur. Według nepalskiego spisu powszechnego z 2001 roku liczył on 723 gospodarstw domowych i 3662 mieszkańców (1869 kobiet i 1793 mężczyzn).